# Eagle River (Míchigan)
Eagle River es un lugar designado por el censo ubicado en el condado de Keweenaw en el estado estadounidense de Míchigan. Es sede del condado de Keweenaw. En el Censo de 2010 tenía una población de 71 habitantes y una densidad poblacional de 4,6 personas por km².

## Geografía
Eagle River se encuentra ubicado en las coordenadas 47°24′16″N 88°15′40″O / 47.40444, -88.26111. Según la Oficina del Censo de los Estados Unidos, Eagle River tiene una superficie total de 15.45 km², de la cual 15.4 km² corresponden a tierra firme y (0.32%) 0.05 km² es agua.

## Demografía
Según el censo de 2010, había 71 personas residiendo en Eagle River. La densidad de población era de 4,6 hab./km². De los 71 habitantes, Eagle River estaba compuesto por el 100% blancos, el 0% eran afroamericanos, el 0% eran amerindios, el 0% eran asiáticos, el 0% eran isleños del Pacífico, el 0% eran de otras razas y el 0% pertenecían a dos o más razas. Del total de la población el 0% eran hispanos o latinos de cualquier raza.